# Якимовы
Якимовы — древний русский дворянский род, из тверских бояр.
Род записан в VI часть родословной книги: Пензенской и Санкт-Петербургской губерний.
Есть ещё несколько дворянских родов Якимовых более позднего происхождения.

## Происхождение рода
Выехал из Синей Орды в великому князю Михаилу Тверскому мурза Жидимир, родственник царя (хана) Синей Орды. У Жидимира был сын, который принял крещение с именем Дмитрий Жидимирович и был боярином в Твери. У Дмитрия был сын Никула, у которого были дети: Фёдор Бибик да Григорий и от Григория пошли Нагие да Собакины, а от Фёдора пошли Бибиковы и Якимовы.

## Известные представители
- Якимов Степан — губной староста в Кашине (1611).
- Якимов Меркурий Остафьевич — воевода в Изборске (1648—1649).
- Якимовы: Михаил Хрисанфович, Андреян Степанович — стряпчие (1658—1672).
- Якимов Дмитрий — дьяк (1658—1677).
- Якимов Василий — дьяк, воевода в Путивле (1660).
- Якимов Меркурий Богданович — московский дворянин (1662).
- Якимов Филипп Хрисанфович — стряпчий (1690), стольник (1694), воевода в Мещовске (1693—1694)[3][4]
- Якимов Моисей Егорович — поставлял лес для транссибирской магистрали.
- Якимов Ярослав Александрович (1978)- российский стендап комик.